# Libellago manganitu
Libellago manganitu – gatunek ważki z rodziny Chlorocyphidae.